# Rio Anineș
O Rio Anineş é um rio da Romênia afluente do rio Orăştie, localizado no distrito de Hunedoara.